# Herman Adhin
Herman Sookdew Adhin (Ornamibo, 27 juli 1933 – 1992) was een Surinaams bestuurder, politicus (minister) en wetenschapper.
Hij is in 1957 afgestudeerd aan de Technische Hogeschool Delft en studeerde daarna nog kort economie in Rotterdam en filosofie in Leiden. Na gewerkt te hebben bij de TH in Delft ging hij in 1959 terug naar Suriname waar hij in een leidinggevende positie zijn lange carrière begon op het ministerie van Openbare Werken en Verkeer. In oktober 1963 promoveerde Adhin in Delft op zijn proefschrift over Alfred North Whitehead wat ook in boekvorm gepubliceerd is (zie bibliografie). Na de Sergeantencoup in februari 1980 werd een maand later het kabinet-Chin A Sen I beëdigd met Adhin als minister van Opbouw (vanaf 15 maart 1980), inclusief de opvolger Chin A Sen II, maar hij beëindigde op 19 juni 1981 dat ministerschap. Eddy Jharap werd gevraagd minister van Opbouw te worden maar sloeg dat aanbod af, waarna Henk Dahlberg hem in juni opvolgde (tot 1982).